# كورونادو (فلم)
كورونادو (بالإنجليزية: Coronado) هو فيلم مغامرة تم إنتاجه في ألمانيا والولايات المتحدة وصدر سنة 2003 بطولة كلايتون رونر ومن إخراج كلاوديو فاه.

## القصة
امرأة أمريكية ، تبحث عن خطيبها ، تنخرط في ثورة بلد في أمريكا الوسطى.

## وصلات خارجية
مقالات تستعمل روابط فنية بلا صلة مع ويكي بيانات